# Іртяш
Іртя́ш (рос. Иртяш) — озеро в Челябінської області, розташоване поряд з містами Каслі і Озерськ.
Витікаюча річка Теча права притока Ісеті (сточище р. Іртиш)
Є острови. Дно мулисте, місцями пісок.